# Scotland the Brave
Scotland the Brave er et musikstykke hovedsageligt spillet på sækkepibe og udgør sammen med Flower of Scotland de skotske nationalsange.